# 二道松花江
二道松花江，简称二道江，位于中华人民共和国吉林省东部，是第二松花江上源。主源二道白河源于长白山天池，与北源古洞河于安图县两江镇附近汇合后始称二道松花江。流经安图、敦化、抚松、桦甸等市县，在两江口与头道松花江会流后始称第二松花江。长256千米，流域面积1.08万平方千米。 

## 干流概况
流域水能资源7.0亿kWh。
二道松花江流域规划，拟选西金沟、四湖沟、两江3个坝址。